# Clonixinato de lisina
El clonixinato de lisina es un fármaco perteneciente a la familia de los analgésicos antiinflamatorios no esteroideos (AINEs). Al igual que el resto de los AINEs, posee efectos secundarios a nivel gastrointestinal. Es la versión lisinada de la clonixina.[cita requerida]
Se puede administrar por vía oral o parenteral.[cita requerida]

## Usos
Se utiliza en todos aquellos procesos en que el dolor es el síntoma principal. Está indicado para el alivio de cefaleas, dolores musculares, dolor articular -tanto para artralgia como artritis-, dolor de tipo neurítico; odontológicas, otalgia, dismenorrea, dolores postraumáticos o posquirúrgicos.

## Mecanismo de acción
La actividad analgésica del clonixinato de lisina se debe fundamentalmente a la inhibición de la ciclooxigenasa, enzima responsable de la producción de prostaglandinas, las que, ya sea por su acción directa sobre las terminaciones nerviosas que transmiten el impulso doloroso o porque modulan la acción de otros mensajeros químicos como bradicininas, histamina, sistema del complemento, etc., generan la respuesta dolorosa e inflamatoria. Estudios recientes, tanto in vitro como in vivo, demuestran que el clonixinato de lisina es un antiprostaglandínico que a dosis terapéuticas actúa principalmente inhibiendo la ciclooxigenasa inducible (COX-2) y en menor grado la ciclooxigenasa constitutiva (COX-1). Por otro lado, se ha descrito que el clonixinato de lisina posee una acción analgésica a nivel central, indirecta, puesto que su efecto analgésico es revertido parcialmente por naloxona (antagonista de las acciones de la morfina y otros opiáceos).

## Dosis
La posología más comúnmente utilizada es de 125 a 250 mg cada 6 a 8 h.

## Presentación
- Dorixina 125 mg.
- Dorixina Fast 125 mg, (de rápida acción).
- Dorixina Gel 5gr/100grs.
- MigraDorixina (con tartrato de ergotamina).
- Dorixina cápsulas blandas.
- Dorixina Relax (con clorhidrato de ciclobenzaprina).

Todas éstas presentaciones del fármaco, bajo la marca Dorixina® son fabricadas y comercializadas en el Uruguay, por el laboratorio Megalabs Uruguay, (ex Laboratorio Roemmers Uruguay).